# Lijst van personen uit Chisinau
Dit is een chronologische lijst van personen uit Chisinau. Dit zijn inwoners van Chisinau, de hoofdstad van Moldavië. Het gaat om personen die hier zijn geboren.

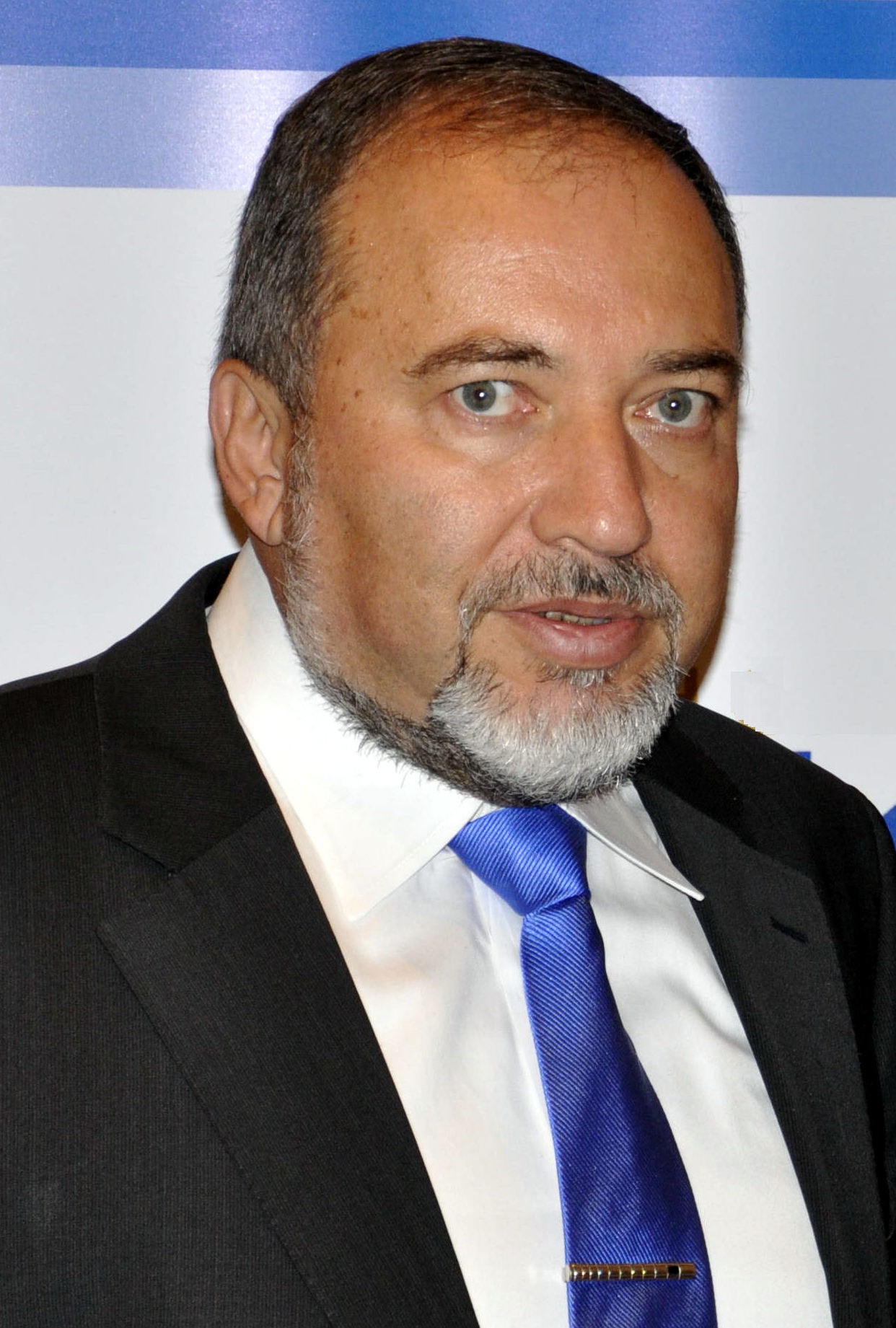
Journalist Avigdor Lieberman (1958)

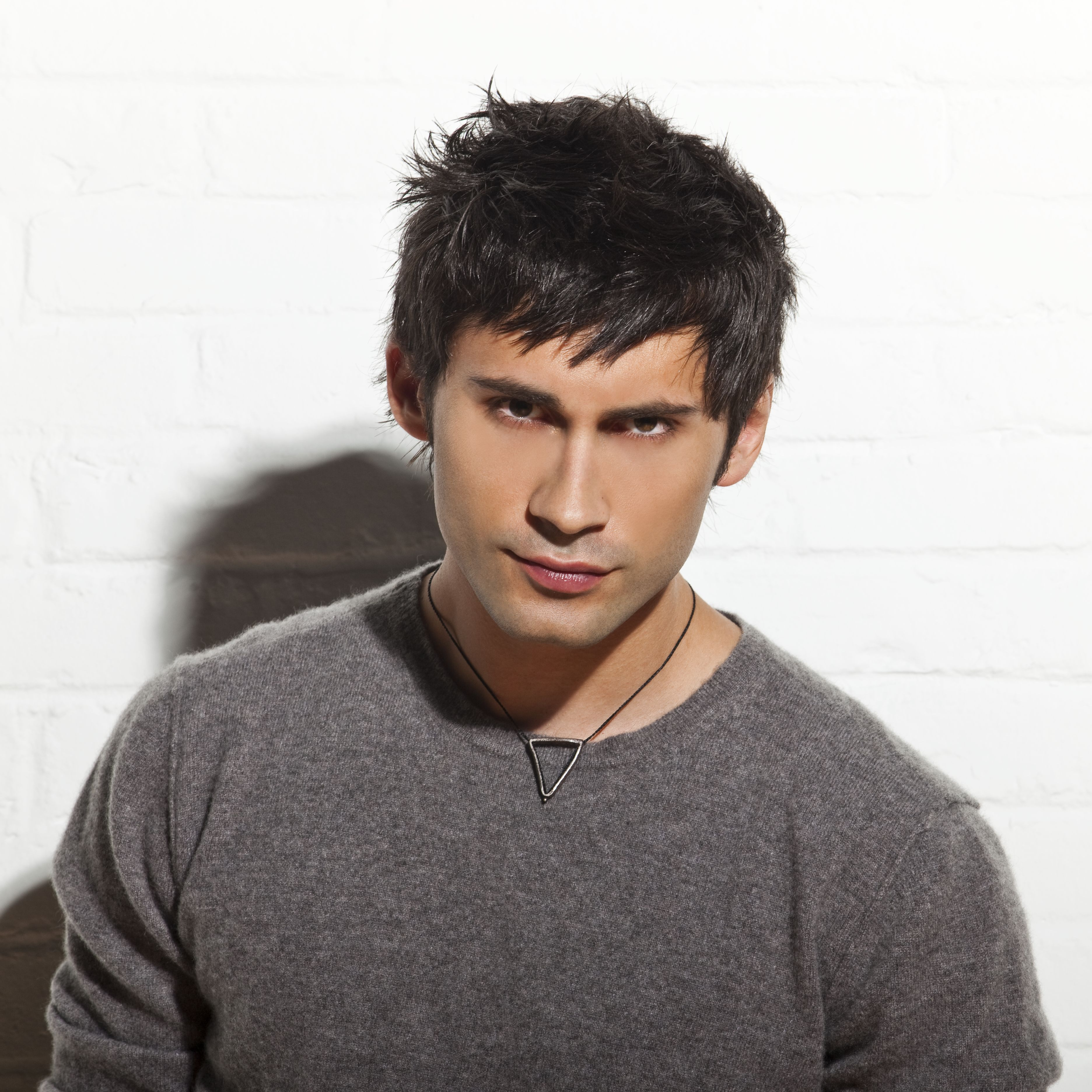
Zanger Dan Bălan (1979)

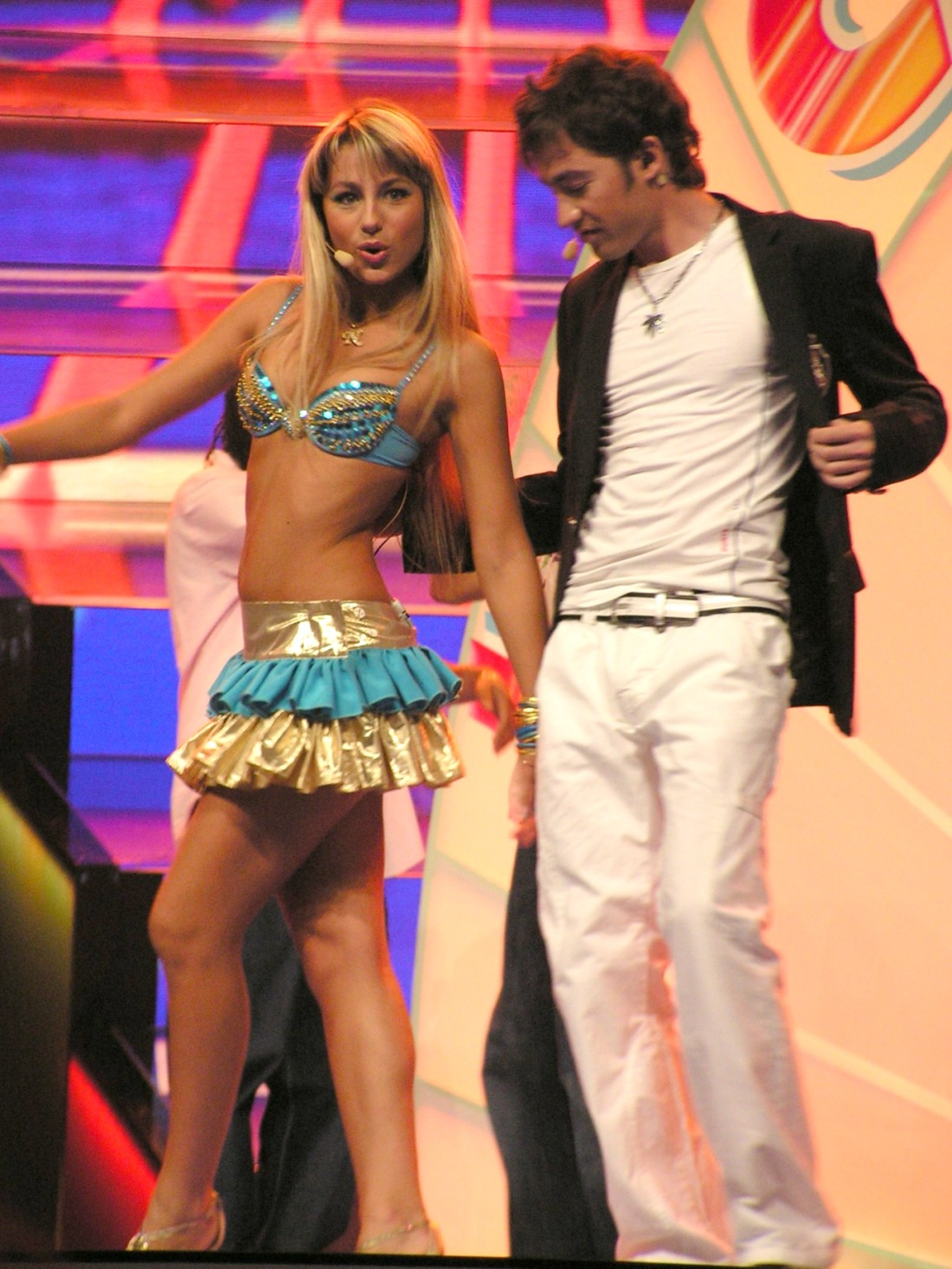
Zanger Arsenium (1983) met Zangeres Natalia Gordienko (1987)

## Geboren in Chisinau

### 1850-1900
- Vladimir Poerisjkevitsj (1870–1920), Russische politicus
- Isaak Teper (1882-1943), Frans krantenuitgever
- Aleksandr Froemkin (1895–1976), Russisch scheikundige op het gebied van de elektrochemie
- Lewis Milestone (Lev Milstein) (1895-1980), Amerikaans filmregisseur
- Jona Jakir (1896-1937), Sovjet-Russisch legeraanvoerder en een belangrijk militair hervormer
- Sarah Gorby (1900-1930), zangeres

### 1901-1950
- Samuel Bronston (1908-1994), Amerikaans filmproducer
- Nina Grach-Jascinsky (1909-1983), Luxemburgs beeldhouwer en kunstschilder
- Dina Vierny (1919-2009), Frans model en kunsthandelaar
- Lia Manoliu (1932-1998), Roemeens discuswerpster

### 1951-2000
- Avigdor Lieberman (1958), Israëlisch journalist, vakbondsbestuurder en politicus
- Natalia Gherman (1969), politica
- Viktor Bologan (1971), schaker
- Serghei Secu (1972), voetballer
- Ruslan Ivanov (1973), wielrenner
- Radu Rebeja (1973), voetballer
- Almira Skripchenko (1976), Franse schaakster
- Viorel Iordăchescu (1977), schaker
- Patricia Kopatchinskaja (1977), violiste
- Dan Bălan (1979), zanger
- Viorel Frunză (1979), voetballer
- Cristina Scarlat (1983), zangeres
- Arsenie Todiraș (1983), zanger
- Alexandru Gațcan (1984), voetballer
- Alexandru Epureanu (1986), voetballer
- Natalia Gordienko (1987), zangeres
- Alexandru Pliușchin (1987), wielrenner
- Rusanda Panfili (1988), violiste
- Serghei Țvetcov (1988), wielrenner
- Aliona Moon (1989), zangeres
- Natalja Vieru (1989), Russisch professioneel basketbalspeelster
- Artur Ioniță (1990), voetballer
- Misha Miller (1995), zangeres